# Rudolf Hildebrand
Rudolf Hildebrand (Lipsia, 13 marzo 1824 – Lipsia, 28 ottobre 1894) è stato un germanista tedesco, successivamente fu redattore dei fratelli Grimm nel vocabolario Deutsches Wörterbuch. Scrisse alcune opere riguardanti la storia della musica etnica tedesca, e insegnato lingua tedesca nelle scuole.

## Biografia
Rudolf Hildebrand nacque a Lipsia. Frequentò la Thomasschule zu Leipzig dal 1836 al 1843. Studiò presso l'Università di Lipsia, dove studiò teologia come suo padre, ma tuttavia cambiò il suo indirizzo di studio per la filologia classica. Tra i suoi insegnanti vi erano Moriz Haupt. La sua tesi principale era su Walther von der Vogelweide, che fu poi pubblicato nel 1900.
Nel 1848 lavorò da tempo come revisore e traduttore della Deutsche Allgemeine Zeitung e man mano intraprese la carriera da editore. Tuttavia, nello stesso anno, iniziò a lavorare come insegnante presso il Thomasschule dal 1848 e vi rimase fino al 1868.
In seguito, divenne professore di letteratura tedesca presso l'Università di Lipsia nel 1869 ("professore d'associazione" dal 1869, "professore ordinatore" del 1874).

## Opere principali
- Deutsches Wörterbuch (editore), Monaco 1854-1960.[3]
- Vom deutschen Sprachunterricht in der Schule und von deutscher Erziehung und Bildung überhaupt, Lipsia 1879.
- Gesammelte Aufsätze und Vorträge zur deutschen Philologie und zum deutschen Unterricht, Lipsia 1890.
- Ueber Walter von der Vogelweide, edito da Georg Berlit, Lipsia 1900.